# كيفن هانسن
كيفن هانسن (بالإنجليزية: Kevin Hansen)‏ (19 مارس 1982 في الولايات المتحدة - ) هو لاعب كرة طائرة شاطئية ولاعب كرة طائرة الولايات المتحدة في مركز ممرر ‏. شارك في الألعاب الأولمبية الصيفية 2008. ولعب مع Arkas Spor ‏.

## وصلات خارجية
- كيفن هانسن على موقع الاتحاد الأوروبي (الإنجليزية)
- كيفن هانسن على موقع عالم الكرة الطائرة (الإنجليزية)
- كيفن هانسن على موقع أوليمبيديا (الإنجليزية)
- كيفن هانسن على موقع اللجنة الأولمبية والبارالمبية الأمريكية (الإنجليزية)